# Галлахер, Ноэл
Но́эл То́мас Дэ́вид Га́ллахер (англ. Noel Thomas David Gallagher; род. 29 мая 1967, Бернидж, Манчестер, Англия) — британский музыкант, певец, гитарист, идеолог и главный автор песен британской рок-группы Oasis.
Ноэл начал играть на гитаре, когда ему исполнилось 13 лет. Первоначально попробовав себя в сфере строительства, в 1988 году он присоединился к местной группе Inspiral Carpets в качестве техника. Во время турне с Inspiral Carpets он узнал, что его брат Лиам основал собственную группу под названием The Rain, которую затем переименовал в Oasis. Когда Ноэл вернулся в Англию, Лиам пригласил его присоединиться к Oasis в качестве автора песен и гитариста. Дебютный альбом группы, Definitely Maybe, ознаменовал начало движения группы на вершину славы в жанре брит-поп. А их второй альбом, (What's the Story) Morning Glory?, стал самым коммерчески успешным за всю историю Oasis. Однако скоро брит-поп достиг вершины своей популярности, и следующие пять альбомов группы не смогли достигнуть такого же успеха. В 2009 году Ноэл заявил, что уходит из Oasis, а на следующий год представил свою новую группу Noel Gallagher’s High Flying Birds, с которой выпустил четыре полноценных альбома.

## Ранние годы
Ноэл Галлахер родился в Манчестере, в ирландской семье Пегги и Томаса Галлахеров. Он был вторым ребёнком в семье. Вскоре после рождения младшего сына Лиама в 1972 году, семья Галлахеров переехала в соседний город. Детство Ноэла было трудным. Его и его братьев часто избивал отец-алкоголик. Возможно, из-за этого у Ноэла и его старшего брата Пола развилось заикание. Полу, как старшему ребёнку в семье, отвели собственную комнату. Ноэлу свою комнату приходилось делить с Лиамом.
Пегги Галлахер получила разрешение на развод в 1976 году. Шесть лет спустя она окончательно покинула мужа, забрав троих детей с собой. Будучи подростками, братья Галлахеры, особенно Ноэл, часто имели проблемы с полицией. Когда их мать устроилась на работу в школу в качестве смотрителя, Ноэл навещал её во время ланча, прежде чем прогулять остаток дня. В 15 лет его исключили из школы за то, что он кинул в учителя мешком с мукой. В 1980-е, после исключения из школы, Ноэл стал проводить время с группировками футбольных хулиганов, такими как Maine Line Crew, Under-5s и Young Guvnors. Когда Ноэлу было тринадцать лет, он получил шестимесячный испытательный срок за ограбление магазина. Во время этого испытательного срока Галлахер впервые взял в руки гитару, которая досталась ему от отца, стараясь сыграть песни, услышанные по радио. На это его отчасти вдохновил дебют группы The Smiths
на шоу Top Of The Pops. На этом шоу The Smiths исполнили песню This Charming Man. Позже Ноэл сказал об этом случае: «В тот момент… я хотел стать Джонни Марром (гитарист The Smiths)».
Подростками братья Галлахеры поддерживали контакты с отцом, выполняя работы на стройке. Однако их отношения с отцом продолжали оставаться напряжёнными. Однажды Ноэл сказал: «Мы по-прежнему будем работать до девяти часов каждую ночь, потому что мы постоянно ссоримся (с отцом)». Покинув строительную компанию, в которой работал его отец, Галлахер устроился на работу в другую строительную компанию, являвшуюся субподрядчиком фирмы Бритиш Газ. Работая в этой компании, он повредил правую ногу. Во время восстановительного периода Ноэлу предложили работу, требовавшую меньших физических усилий — на складе компании. Пытаясь чем-нибудь занять освободившееся время, он написал как минимум три песни, которые затем вошли в состав альбома Definitely Maybe (включая «Live Forever» и Columbia). Большую часть конца 80-х Ноэл провёл будучи безработным, употребляя наркотики и сочиняя песни.
В мае 1988 года Ноэл встретил гитариста Inspiral Carpets, Грэхэма Ламберта, во время шоу The Stone Roses. Они завязали дружбу, и Ноэл стал часто приходить на выступления Inspiral Carpets. Когда он узнал, что их вокалист покинул группу, то принял участие в прослушивании на роль нового вокалиста. Его кандидатуру отвергли, но тем не менее Ноэл стал частью команды Inspiral Carpets на два года.

## Присоединение к Oasis
В 1991 году, когда Ноэл вернулся из американского турне с Inspiral Carpets, то узнал, что его брат Лиам стал певцом в местной группе под названием The Rain. Ноэл посетил один из их концертов, однако не был впечатлён увиденным. Получив предложение от Лиама стать менеджером группы, он согласился присоединиться к группе, но на том условии, что он возьмет контроль над её творчеством и станет основным автором песен. Согласно другой версии, Ноэл, после того как услышал группу в первый раз, сказал Лиаму и остальным участникам группы: «Дайте мне сочинять песни, и я сделаю вас звёздами, или вы сгниёте здесь, в Манчестере». Благодаря своему контролю над группой Ноэл получил прозвище «Шеф».
В мае 1993 года группа узнала о том, что представитель звукозаписывающей компании Executive Records будет присутствовать в Глазго в клубе King Tut’s для поиска талантов. Вместе они накопили достаточно денег, чтобы арендовать фургон и отправиться в шестичасовое путешествие. Когда они прибыли, им отказали во входе в клуб. Однако группе всё же удалось сыграть четыре песни. Их игра впечатлила основателя Creation Records Алана МакГи, и он предложил им приехать в Лондон для заключения контракта на шесть альбомов. На тот момент у Галлахера было всего шесть песен, однако Алан МакГи утверждает, что на тот момент, когда они встретились, у Ноэла было около пятидесяти песен. Ричард Эшкрофт также был впечатлён игрой Oasis и даже пригласил их в турне со своей группой The Verve.
Позже Ноэл рассказывал, что написал первый сингл Oasis, песню Supersonic, «за то время, в течение которого она звучит». Этот сингл был выпущен в начале 1994 года и достиг 31-й позиции в официальных британских чартах. За синглом последовал дебютный альбом Oasis, Definitely Maybe, который был выпущен в августе 1994 года. Он стал очень успешным для группы: альбом был признан самым быстропродаваемым дебютным альбомом и достиг 1-го места в британских чартах. Несмотря на быстро растущую популярность группы, Ноэл на короткое время покинул её, во время их первого американского турне. Условия были плохими, и американская аудитория, слушавшая в основном гранж и метал, плохо приняла группу. Ноэл заявил, что его ранние песни, особенно Live Forever, были написаны, чтобы побороть свойственный гранжу пессимизм. Напряжённые отношения между ним и Лиамом вылились в драку после провального концерта в Лос-Анджелесе. Твёрдо убедившись в своём желании закончить карьеру в музыке, Ноэл, никому ничего не сказав, улетел в Сан-Франциско. Именно в это время он написал песню Talk Tonight в качестве благодарности девушке, которая посоветовала ему остаться с группой. Ноэл примирился с братом, и тур продолжился в Миннеаполисе.

## Период брит-попа. Вершина славы
Следующему альбому группы, (What's the Story) Morning Glory?, который вышел в 1995 году, предшествовал сингл Some Might Say. Он занял #1 позицию в британских чартах и достиг #4 в чарте Billboard 200. Успех Oasis отчасти поддерживался благодаря «рок-н-ролльному стилю жизни» братьев Галлахеров. Они пьянствовали, употребляли наркотики, дрались с фанатами, с критиками и даже друг с другом, а также приобрели знаменитых друзей, таких как Иэн Браун, Пол Уэллер и Мэни. Ноэл тратил деньги весьма экстравагантным образом, покупая автомобили и бассейны, несмотря на то, что не умел ни водить, ни плавать. Свой дом он назвал Supernova Heights, в честь песни Champagne Supernova, а двум своим котам в качестве имён дал названия своих любимых марок сигарет.

## Уход из группы
28 августа 2009 года он заявил об уходе из группы, назвав причиной ухода невозможность продолжать совместную работу со своим братом Лиамом Галлахером, вокалистом группы. По словам Ноэла, он сообщает поклонникам Oasis о своем уходе «и с грустью, и с большим облегчением». Его уход стал причиной распада группы. 8 октября 2009 года Лиам объявил о завершении творческого пути группы.
В 2012 году впервые после десятилетнего перерыва вернулся на фестиваль Coachella. 11 июня 2012 года на фестивале Максидром в Тушино экс-лидер группы Oasis представил в России первый сольный альбом Noel Gallagher’s High Flying Birds.

## Музыкальное оборудование
За свою карьеру Галлахер использовал множество различных гитар, педалей эффектов и усилителей.

### Гитары
Электрогитары
- Epiphone Supernova — дизайн этой модели был разработан Ноэлом совместно с Epiphone. В 1996 году Галлахер использовал Epiphone Sheraton в раскраске Union Jack.
- Epiphone Riviera — Галлахер имел несколько экземпляров этой модели в разных окрасках.
- Fender Telecaster — Ноэл использовал несколько таких гитар.
- Rickenbacker 330 — у Галлахера есть несколько таких гитар, включая одну, которая раньше принадлежала Полу Уэллеру.
- Epiphone Les Paul — эта гитара была у Ноэла основной в ранние дни Oasis. Её можно увидеть в британской версии клипа на песню Supersonic.
- Gibson Les Paul — у Галлахера есть несколько разных моделей, включая ранее принадлежавшую Питу Таунсенду.
- Gibson Silver Florentine — полуакустическая версия модели Les Paul. Использовалась во время тура в поддержку альбома Be Here Now.
- Gibson Firebird — использовалась модель со звукоснимателями Bill Puplett Custom. Эту гитару можно услышать на многочисленных записях, включая Morning Glory. Ноэл исполнил на ней песню Rock N' Roll Star на шоу Top Of The Pops.
- Gibson ES-355 — основная гитара Ноэла с 2002 года. Использовалась на большинстве концертов.
- Fender Telecaster — была подарена Ноэлу Джонни Деппом на его тридцатилетие.
- Fender Jaguar
- Gibson ES-345
- Epiphone Casino — использовалась Галлахером во время тура в поддержку альбома Be Here Now и в студийных записях.
- Gibson Flying V — использовалась в течение непродолжительного времени (1997—1998), также может быть замечена в клипе на песню D’You Know What I Mean?
- Gibson ES-335 — использовалась для записи песни The Girl In The Dirty Shirt, а также для записи других песен.
- Gibson SG — недавно Ноэл приобрёл модель, похожую на ту, которую использовал Джордж Харрисон.

Акустические гитары
- У Галлахера есть две разные гитары модели Gibson SJ-200. Их он часто использует на своих концертах.
- Также у Ноэла есть множество старых моделей гитар фирм Gibson и Martin. Например, во время записи альбома Dig Out Your Soul он использовал Martin D-28 1970 года. Другими акустическими гитарами, которые использовал Ноэл, являются Takamine EF-325SRC, Takamine FD-460SC, двенадцатиструнная Takamine EG-335 и Takamine NV-360S.
- В ранние дни Oasis, до того, как Галлахер приобрёл Gibson SJ-200, он использовал Epiphone EJ-200. Её можно увидеть на обоих клипах на песню Wonderwall. Также Ноэл использовал её во время исполнения Talk Tonight совместно с Полом Уэллером.

### Педали эффектов
| - Ibanez TS-9 Tubescreamer - Pete Cornish SS-2 Fuzz - THC Hotplate Power Attenuator - Roland Space Echo - Boss DD-3 Digital Delay - Boss PH-2 Super Phaser - Boss CS-3 Compression/Sustainer | - Boss TU-2 Chromatic Tuner - Line 6 DL4 Delay Modeler - Hughes & Kettner Tube Rotosphere - Boss AC-2 and AC-3 Acoustic Simulators - Way Huge Aqua Puss Delay - Dunlop Cry Baby - Разные педали Vox Wah | - Boss RV-3 and RV-5 Reverb - Boss PN-2 Tremolo/Pan - SIB Echodrive - Boss LS-2 Line Selector - Analogman King Of Tone Overdrive - Danelectro Dan-Echo Delay - Boss HR-2 Harmonist |

### Усилители
- Marshall Valvestate 8080
- Vox AC-30
- WEM Dominator 25-watt tube
- Marshall JCM-900
- Orange Overdrive 120
- Fender Blues Junior
- Celestion G-12
- Clark Beaufort и Clark Tyger
- Vox AC-50
- Fender Bassman

## Дискография
| Год  | Дата       | Альбом                                                         | Наивысшее место в британском чарте UK Album Charts) | Сертификация                 | Мировой объем продаж |
| ---- | ---------- | -------------------------------------------------------------- | --------------------------------------------------- | ---------------------------- | -------------------- |
| 2009 | -          | The Dreams We Have as Children (Live for Teenage Cancer Trust) | -                                                   |                              | -                    |
| 2011 | 17 октября | Noel Gallagher’s High Flying Birds                             | 1                                                   | Великобритания: 2*Платиновый | 2.5 млн копий        |
| 2015 | 25 февраля | Chasing Yesterday                                              | 1                                                   | Великобритания: Платиновый   |                      |
| 2017 | 24 ноября  | Who Built the Moon?                                            | 1                                                   | Великобритания: Платиновый   |                      |
| 2023 | 2 июня     | Council Skies                                                  |                                                     |                              |                      |